# Nechako River
Der Nechako River ist ein etwa 290 km langer rechter Nebenfluss des Fraser River in der kanadischen Provinz British Columbia.

## Flusslauf
Der Oberlauf des Nechako River wurde durch die Errichtung des Kenney-Dammes und der Einstauung des Nechako Reservoir abgeschnitten. Unterhalb des Kenney-Dammes fließt nur sehr wenig Wasser. Der Nechako River wird hauptsächlich vom Cheslatta River, einem linken Nebenfluss, über den nun das Nechako Reservoir nach Osten entwässert wird, gespeist. Der Nechako River durchfließt das Nechako-Plateau auf seinen ersten 100 km in nordöstlicher Richtung. Dabei passiert er die Ortschaft Fort Fraser. Unterhalb der Einmündung des Nautley River wendet sich der Nechako River nach Osten. Er passiert die Stadt Vanderhoof und mündet schließlich bei Prince George in den Fraser River.
Die ursprüngliche Flusslänge, gemessen vom hinteren Ende des Eutsuk Lake, betrug 462 km.

## Hydrologie
Der mittlere Abfluss 64 km oberhalb der Mündung beträgt 279 m³/s. Die höchsten Abflüsse treten gewöhnlich zwischen Mai und August auf.